# イグメニツァ
イグメニツァ（ギリシア語: Ηγουμενίτσα / Igoumenitsa、アルバニア語: Igumenica）は、ギリシャ共和国イピロス地方にある都市であり、その周辺地域を含む基礎自治体（ディモス）。テスプロティア県の県都である。
アドリア海に面した港湾都市である。ギリシャ北部を東西に結ぶエグナティア高速道路の終点でもある。

## 名称
ギリシャ語以外の言語では以下の名称を持つ。
- アルバニア語: Gumenicë または Gumenica

## 歴史
イグメニツァの町は、古代にはティタニ（Titani）の名で知られていた。紀元前4世紀には、28ヘクタールもの領土があったテスプロティア王国の最も重要な都市の一つだった。ティタニの城壁の周囲は2,400m あり、4つの門があった。城壁の内部は鎌の形に街が半分に分けられていた。また、丘の上に建っていた円形の塔は、素晴らしく、宗教的な聖域だと考えられていた。ティタニには2,500人が収容できる劇場と2つの神殿が存在していたことが、近年の発掘によって明らかになった。
また、ティタニはエピロス同盟の会合をする都市でもあった。紀元前167年に町は共和政ローマによって破壊され、後にはローマ帝国に組み入れられた。

## 社会

### 人口推移
| 年   | 人口（人） | 増減           | 市人口（人） | 増減           | 人口密度  |
| ---- | ---------- | -------------- | ------------ | -------------- | --------- |
| 1981 | 6,389      | -              | -            | -              | -/km²     |
| 1991 | 6,807      | +418/+6.54%    | 11,608       | -              | 143.7/km² |
| 2001 | 9,104      | +2,297/+33.74% | 14,710       | +3,102/+26.72% | 182/km²   |

## 行政区画

テスプロティア県の旧自治体（1999年 - 2010年）

テスプロティア県におけるイグメニツァ市（2011年以後）

### 自治体（ディモス）
イグメニツァ市（Δήμος Ηγουμενίτσας）は、テスプロティア県に属する3つの基礎自治体（ディモス）の一つである。
2010年に行われた地方制度改革（カリクラティス改革）にともない、2011年1月1日付で旧イグメニツァ市を含め7自治体が合併し、新たな自治体（ディモス）としてイグメニツァ市が発足した。旧自治体は新自治体を構成する行政区（ディモティキ・エノティタ）として位置づけられた。
下表の番号は、右に掲げた「旧自治体」地図の番号に相当する。下表の「旧自治体名」欄は、無印がディモス（市）、※印がキノティタ（村）の名を示す。人口は2001年現在。
|   | 旧自治体     | 綴り        | 政庁所在地        | 面積 Km² | 人口   |
| - | ------------ | ----------- | ----------------- | -------- | ------ |
| 1 | イグメニツァ | Ηγουμενίτσα | イグメニツァ      | 80.8     | 14,710 |
| 3 | マルガリティ | Μαργαρίτι   | マルガリティ      | 141.6    | 3,032  |
| 5 | パラポタモス | Παραπόταμος | パラポタモス (el) | 34.3     | 1,668  |
| 7 | シヴォタ     | Σύβοτα      | プラタリア (el)   | 72.4     | 3,010  |
| 9 | ペルディカ ※ | Πέρδικα     | ペルディカ        | *        | 2,272  |

### 旧自治体（ディモティキ・エノティタ）

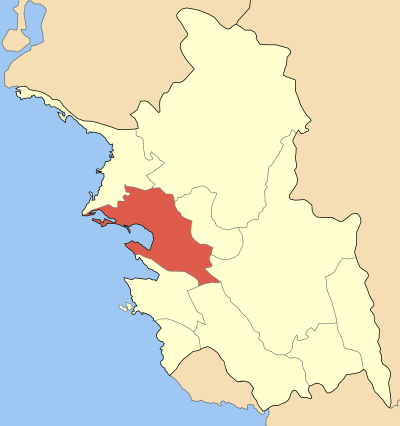
旧イグメニツァ市（1999年 - 2010年）

カリクラティス改革以前の旧イグメニツァ市にあたるイグメニツァ地区（Δημοτική ενότητα Ηγουμενίτσας）は、以下のキノティタ（都市域・村落）および都市・集落から構成される。
表中の Δ.δ. は Δημοτικό διαμέρισμα の略であり、カポディストリアス改革による統廃合（1999年1月施行）以前の旧自治体に由来する区画である。[　] 内は人口（2001年国勢調査）を示す。
| - Δ.δ. Ηγουμενίτσας イグメニツァ [ 9.104 ] - η Ηγουμενίτσα イグメニツァ [ 8.722 ] - η Εθνική Αντίσταση エティニキ・アンディスタシ [ 7 ] - η Λάκκα ラッカ [ 16 ] - τα Λιόφυτα リオフィタ [ 236 ] - τα Πεστανιώτικα ペスタニオティカ [ 123 ] - Δ.δ. Αγίας Μαρίνας アイア・マリナ [ 385 ] - η Αγία Μαρίνα アイア・マリナ [ 128 ] - ο Βασιλικός ヴァシリコス [ 196 ] - οι Μύλοι ミロイ [ 61 ] - Δ.δ. Αγίου Βλασίου アイオス・ヴラシオス [ 361 ] - ο Άγιος Βλάσιος アイオス・ヴラシオス [ 361 ] | - Δ.δ. Γραικοχωρίου グレコホキ [ 1.346 ] - το Γραικοχώρι グレコホキ [ 1.173 ] - η Δροσιά ドロシア [ 84 ] - η Φιλοθέη フィロテイ [ 89 ] - Δ.δ. Καστρίου カストリ [ 760 ] - το Καστρί カストリ [ 760 ] - Δ.δ. Κρυόβρυσης クリオヴリシ [ 30 ] - η Κρυόβρυση クリオヴリシ [ 30 ] - Δ.δ. Λαδοχωρίου ラドホリ [ 470 ] - το Λαδοχώρι ラドホリ [ 470 ] - Δ.δ. Μαυρουδίου マヴルディ [ 667 ] - το Μαυρούδι マヴルディ [ 602 ] - το Πηγάδι ピガディ [ 65 ] - Δ.δ. Νέας Σελευκείας ネア・セレフキア [ 1.587 ] - η Νέα Σελεύκεια ネア・セレフキア [ 1.469 ] - τα Αμπέλια アンペリア [ 118 ] |

- Διοικητική διαίρεση νομού Θεσπρωτίας (πρόγραμμα Καποδίστριας) - テスプロティア県の自治体・集落一覧（1999年 - 2010年）

## 気候
イグメニツァの気候は、気温を除くとノルウェーのベルゲンとほぼ変わらない。年間降水量はアテネが380mmに対して、イグメニツァは1,100mm前後である。ちなみにクレタ島は640mmであり、ヨアニナでは1,300mmである。
下表は2005年のイグメニツァにおける気温である。
| 月   | 内陸部 温度 | 海上 温度 |
| ---- | ----------- | --------- |
| 1月  | 12°C        | 16°C      |
| 2月  | 9°C         | 15°C      |
| 3月  | 14°C        | 16°C      |
| 4月  | 16°C        | 17°C      |
| 5月  | 22°C        | 19°C      |
| 6月  | 25°C        | 22°C      |
| 7月  | 28°C        | 24°C      |
| 8月  | 27°C        | 25°C      |
| 9月  | 25°C        | 24°C      |
| 10月 | 20°C        | 23°C      |
| 11月 | 18°C        | 20°C      |
| 12月 | 13°C        | 17°C      |

## 参考
- "PDF (875 KB) 2001 Census" （ギリシア語） National Statistical Service of Greece (ΕΣΥΕ) (2007-10-30)
- "Basic Characteristics" （ギリシア語） Ministry of the Interior (2007-08-07)